# Bart Fleming
Bartlett S. „Bart“ Fleming (* 16. November 1942 in Coshocton, Ohio) ist ein US-amerikanischer Offizier, Beamter, Lehrer, Gastdozent und Politiker (Republikanische Partei).

## Werdegang
Bart Fleming wurde 1942 in einem Krankenhaus in Coshocton geboren, der Kreisstadt vom Coshocton County. Seine Kindheit war vom Zweiten Weltkrieg überschattet. Über seine Jugendjahre ist nichts weiter bekannt. Fleming begann 1963 mit einem Studium an der University of Arizona. 1966 graduierte er dort mit einem Bachelor of Arts in Politikwissenschaft und Sprechkunde. Bereits im Herbst 1963 trat Fleming in die Studentenverbindung Sigma Phi Epsilon ein. Während seiner Studienzeit war er von 1964 bis 1965 Chapter Rush Chairman und von 1965 bis 1966 Präsident der College Republican. Daneben arbeitete er von 1965 bis 1966 als Moderator bei den KUAT Evening News.
Fleming trat 1967 in die United States Army ein. Er bekleidete den Dienstgrad eines Second Lieutenant bei der Militärpolizei. In der Folgezeit stieg er zum Chief of Police Operations in Fort Dix auf, einem US-amerikanischen Militärstützpunkt in Burlington County, New Jersey, und Kompaniekommandeur im 1. Bataillon in der 158. Polizei-Brigade der Arizona National Guard. Fleming diente an der Fakultät der United States Army Reserve School.
Seine berufliche Laufbahn begann er 1969 als Börsenmakler für E. F. Hutton & Co.
1971 wurde er zum Chief Deputy Treasurer von Arizona ernannt. Gouverneur John Richard Williams berief ihn 1973 für die restliche Amtszeit von Ernest Garfield zum neuen State Treasurer von Arizona, um die bestehende Vakanz zu beenden. Mit 31 Jahren wurde er der jüngste Constitutional Officer in der Geschichte von Arizona. 1974 wurde er für eine volle vierjährige Amtszeit zum State Treasurer von Arizona gewählt. Fleming war der einzige Republikaner, welcher 1974 wegen der vorherrschenden Watergate-Affäre in die Exekutive gewählt wurde. Daher war er der ranghöchste Republikaner in der Staatsregierung. Fleming war bis Ende 1978 als State Treasurer tätig. Wegen des Rücktritts von Gouverneur Raul Hector Castro im Jahr 1977 und des Todes von Gouverneur Wesley Bolin im Jahr 1978 fungierte Fleming stets als kommissarischer Gouverneur, sobald Gouverneur Bruce Babbitt nicht im Bundesstaat war. 1976 wurde Fleming zum Delegierten bei der Republican National Convention in Kansas City (Missouri) gewählt, wo er die Präsidentschaftskandidatur von Ronald Reagan unterstützte. Fleming saß im Executive Committee of the Platform Committee und war Co-Vorsitzender eines seiner Unterausschüsse. 1980 wurde er in das 100 Americans for Ronald Reagan Committee berufen.
Fleming wurde 1979 zum Präsidenten vom Fiscal Policy Council benannt – einer Expertenkommission in Washington, D.C., die sich mit der Political Economy beschäftigt. 1983 wurde er gebeten in der Administration von Präsident Reagan zu dienen. Seine Anfangsposition war des Associate Administrator for Management Health Care Financing Administration im United States Department of Health and Human Services. Die Behörde ist für die Medicare- und Medicaid-Programme verantwortlich. In der Folgezeit wurde er zum Executive Associate Administrator und Acting Deputy Administrator von der Behörde ernannt. Während seiner Amtszeit beaufsichtigte er den Betrieb und die Programmbudgets beider Bundesgesundheitsprogramme. Er machte häufig Aussagen unter Eid vor dem Senate Finance Committee und dem House Ways and Means Committee. Außerdem plante und führte er die Verkleinerung der Behörde von 5.000 Mitarbeitern auf 4.000 Mitarbeiter durch. Dies geschah über zwei Jahre ohne eine Betriebsbedingte Kündigung. Zur gleichen Zeit wurde die Tätigkeit der Behörde intensiviert, da drei Kongressmandate umgesetzt wurden. Es war die erste Reform des Medicare-Programmes seit dessen Gründung im Jahr 1967.
1988 gab er seine Stellung im United States Department of Health and Human Services auf, um einen Verband von Krankenhäusern zu gründen, die der älteren Bevölkerung in Ruhestand-Gemeinden in ländlichen Gebieten und in den Innenstädten dienten. Der Verband begann mit 5 Mitgliedskrankenhäusern und wuchs bis 2016 auf beinahe 100 Mitgliedskrankenhäuser an. Dabei gelang es dem Verband die Gesetzgebung so zu beeinflussen, dass Gesetze verabschiedet wurden, welche die ländlichen Medicare Krankenhäuser unterstützten.
Später leitete Fleming die strategischen Initiativen für PricewaterhouseCoopers, LabOne und Mitretek Corporation mit dem Schwerpunkt auf die nationale Gesundheitspolitik. Bei der Mitretek Corporation wurde Fleming von der United States Boundary Commission vom United States Department of State darum gebeten eine Überprüfung des Managements und des Wirkens der Kommission in ihrer gemeinsamen Arbeit mit dem Büro des Surveyor General of Canada, seinem kanadischen Gegenstück, durchzuführen. Die Untersuchung fand kurz vor den Terroranschlägen am 11. September 2001 statt. Der Bericht enthielt Auswirkungen auf die nationale Sicherheit.
Fleming ging 2006 in den Ruhestand und zog zurück nach Arizona. In der Folgezeit beriet er mehrere Start-Up-Banken in Washington, D.C. und verfasste ihre strategischen Pläne. Er beriet auch mehrere Gesundheitsorganisationen, die planten sich in Arizona zu betätigen.
Als ein spanischer Lehrer an der Gilbert Christian School krankheitsbedingt ausfiel, erklärte sich Fleming bereit ihn zu vertreten. Am Ende übernahm er die Klasse für den Rest des Jahres. Er unterrichtete das folgende Jahr Spanisch und eine Klasse in öffentlichen Reden und Debattieren. Im darauf folgenden Jahr wurde Fleming durch die Argosy University Online eingestellt, um mit aktiven Wehrdienstleistenden, Mitgliedern der Reserven und der Nationalgarde sowie den Veteranen zu arbeiten. Ziel war es diesem Personenkreis den Besuch der Universität zu ermöglichen sowie den Erwerb von Bachelor- und Post-Graduate-Abschlüssen.
Während seiner beruflichen Laufbahn saß Fleming in zahlreichen Vorständen, einschließlich Phoenix General Hospital, March of Dimes, Christian Stewardship Ministries, Sharing Our Ministries Abroad und Fellowship of Christian Athletes. Fleming war Gründungsmitglied vom AZ Beta Alumni Board.
Er verfasste zahlreiche Artikel für Zeitungen und Magazine. In den frühen 1980er Jahren gab er Epic heraus, ein Public Policy Journal. Zwischen 2001 und 2005 verfasste er regelmäßig Beiträge zu dem Wall Street Journal's Opinion Journal Online. Seine Ansichten zu Public Policy erschienen in den Kolumnen (Op Ed) von Zeitungen. 2011 wurde sein Artikel „Is It Liberty and Equality, or Liberty Versus Equality“ in der ersten Ausgabe vom Tea Party Review herausgebracht. 2012 verfasste er den Artikel „Why Obamacare Must Be Repealed“ in einem Meinungsblog.
Fleming war auch Gastdozent an Colleges und Universitäten, darunter die Thunderbird School of International Management, das Industrial College of the Armed Forces, die Washington University in St. Louis (Missouri), das Thought Leadership Forum on Health Policy an der Harvard University, das Federal Executive Institute in Charlottesville (Virginia). Außerdem war er als Laienprediger und Bibellehrer an der Truro Episcopal Church in Fairfax (Virginia) tätig. Fleming schrieb zu biblischen Themen und leitete Männerausflüge für Kirchen in Virginia und Pennsylvania.
Mit seiner Ehefrau Bethany hat er zwei Kinder.